# La Première Fois (film, 1976)
Pour les articles homonymes, voir La Première fois.
Pour plus de détails, voir Fiche technique et Distribution.
La Première fois est un film français réalisé par Claude Berri, sorti en 1976. 
Ce film peut être vu comme le deuxième volet de Le Cinéma de papa (1970).

## Synopsis
1952. Claude a seize ans et c'est la fin de l'année scolaire. Pour son père, la seule chose qui compte vraiment ce sont les examens. Pour Claude et ses copains, René, Sammy et Bernard, les filles passent avant tout. Ils désirent ardemment passer aux actes. Après une première expérience avec une prostituée, ce dernier tombe amoureux d'une jolie Canadienne..

## Fiche technique
- Titre : La Première fois
- Réalisation : Claude Berri
- Scénario : Claude Berri
- Production : Raymond Danon
- Musique : René Urtreger
- Photographie : Jean-César Chiabaut
- Montage : Jacques Witta
- Pays d'origine :  France
- Format : couleur - Mono
- Genre : comédie dramatique
- Durée : 83 minutes
- Date de sortie : 1976

## Distribution
- Alain Cohen : Claude
- Charles Denner : Père
- Delphine Lévy : Arlette
- Zorica Lozic : Mère
- Claude Lubicki : René
- Philippe Teboul : Bernard
- Roland Blanche : Robert
- Danielle Minazzoli : Nathalie